# Jacob Risgaard
Jacob Risgaard Eriksen (født 31. januar 1977 i Frederikshavn) er en dansk iværksætter og investor, der blandt andet er medstifter af webshoppen og butikskæden Coolshop. Siden femte sæson af tv-programmet Løvens Hule har han været investor.